# Distritos de Samoa

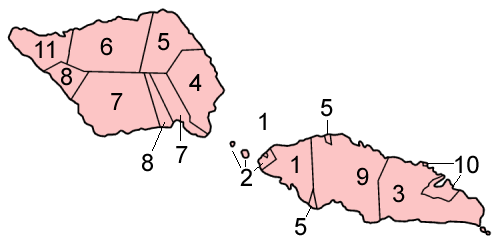
Distritos de Samoa

Samoa está dividida em 11 distritos, a saber:
1. A'ana
2. Aiga-i-le-Tai
3. Atua
4. Fa'asaleleaga
5. Gaga'emauga
6. Gaga'ifomauga
7. Palauli
8. Satupa'itea
9. Tuamasaga
10. Va'a-o-Fonoti
11. Vaisigano